# ふらっと笠松
ふらっと笠松（ふらっとかさまつ）は、岐阜県羽島郡笠松町にある公共施設（情報発信拠点）。名古屋鉄道名古屋本線・竹鼻線の「笠松駅」の西口駅舎1階にある。

## 概要
笠松町のまちづくり拠点であり、情報提供・情報発信拠点、総合案内機能、待合機能、物産の紹介・販売機能を有する施設である。2008年（平成20年）4月1日開館。
笠松町民及び笠松町への来訪者への情報提供・情報発信の場、憩いの場、交流の場。笠松駅及び笠松町公共施設巡回町民バス、岐南町コミュニティバス、岐阜バス（県庁笠松線・笠松川島線）の利用者の待合室。笠松町及び白川町の特産品の物販の場、町民活動のギャラリー機能の場である。また笠松町内にあるまちの駅の事務局の機能もある。
まちの駅としての名称は「人が行き交う駅の中の駅」である。

## 利用案内
- 住所：岐阜県羽島郡笠松町西金池町1
- 開館時間：7:00 - 19:00
- 休館日：年末年始（12月29日 - 1月3日）

## 交通アクセス
- 名古屋鉄道名古屋本線・竹鼻線「笠松駅」下車（西口駅舎1階）

## 周辺施設
- 笠松競馬場
- 岐阜県立岐阜工業高等学校
- 笠松町立笠松中学校
- 笠松町福祉会館
- 笠松町中央公民館
- 笠松町民体育館